# Very Large Database
Designa-se por banco de dados muito grande (português brasileiro) ou base de dados muito grande (português europeu) (BDMG), ou do inglês Very Large Database (VLDB), é um banco de dados que contém um número extremamente alto de tuplas (registros de um banco de dados), ou ocupa um espaço de armazenamento físico extremamente grande de um sistema de arquivos. A definição mais comum de BDMG é um banco de dados que ocupa mais que 1 terabyte ou contém vários bilhões de registros, apesar de esta definição mudar naturalmente com o passar do tempo.
Em pesquisa de banco de dados, VLDB normalmente refere-se ao VLDB Endowment sem fins lucrativos e sua conferência de pesquisa anual. A missão do VLDB é promover um trabalho de intercâmbio escolar sobre banco de dados e áreas relacionadas através do mundo. A conferência VLDB iniciou em 1975 e está intimamente associada com SIGMOD e SIGKDD.

## Locais das conferências VLDB
| Ano  | Local    | Ligação                   |
| ---- | -------- | ------------------------- |
| 2008 | Auckland | VLDB at cs.auckland.ac.nz |
| 2007 | Viena    | http://www.vldb2007.org/  |
| 2006 | Seoul    | dblp                      |